# Данилевич, Анатолий Александрович
Даниле́вич, Анато́лий Алекса́ндрович (бел. Даниле́віч, Анато́ль Алякса́ндравіч; род. 25 августа 1951 года, Янушковичи) — Заслуженный юрист Республики Беларусь, профессор, заведующий кафедрой уголовного процесса и прокурорского надзора БГУ, заслуженный работник БГУ, член совета БГУ, член научно-консультативного совета при Конституционном Суде Республики Беларусь, член научно-консультативного совета при Генеральной прокуратуре Республики Беларусь.

## Биография
Анатолий Александрович Данилевич родился 25 августа 1951 года в деревне Янушковичи Логойского района Минской области. Учился в Белорусском государственном университете на юридическом факультете, который окончил в 1974 году. С 1974 по 1975 года Анатолий Александрович работал помощником декана юридического факультета БГУ. С 1975 по 1979 год являлся преподавателем кафедры уголовного процесса. В 1979 году Анатолий Александрович поступил в аспирантуру на кафедру уголовного процесса БГУ и окончил её в 1982 году. В 1984 году защитил кандидатскую диссертацию на тему: «Основы теории и профессиональной культуры судебных прений». С 1982 по 1992 год являлся заместителем декана юридического факультета по заочной форме обучения для лиц, получающих второе высшее образование. А с 1994 года и по сей день Анатолий Александрович — заведующий кафедрой уголовного процесса и прокурорского надзора юридического факультета БГУ. В настоящее время Анатолий Александрович входит в Совет юридического факультета, является заслуженным работником БГУ, а также Заслуженным юристом Республики Беларусь.

### Членство в общественных объединениях, сотрудничество с государственными органами
В настоящее время Анатолий Александрович Данилевич также является:
- членом Совета БГУ[2];
- членом научно-консультативного совета при Конституционном суде Республики Беларусь[3];
- членом научно-консультативного совета при Генеральной прокуратуре Республики Беларусь[2].

### Научные интересы
Анатолий Александрович исследует вопросы теории и практики судебной речи, теории законности и прокурорского надзора. Его научные достижения отражены более чем в 190 научных работах.

### Преподаваемые дисциплины
Анатолий Александрович преподает на специальности «Правоведение» следующие дисциплины:
- Прокурорский надзор. Дневная форма обучения — лекции, практически занятия
- Прокурорский надзор. Заочная форма обучения — лекции, практически занятия

## Научные и учебно-методические работы
Более 190 научных работ, некоторые из которых представлены ниже:
- Методические материалы

### Основные работы
- Данилевич, А. А. Защита прав и свобод личности в уголовно процессе Архивная копия от 20 декабря 2017 на Wayback Machine / А. А. Данилевич, О. В. Петрова. — Минск: Издательский центр БГУ, 2008. — 168 с.
- Судоустройство: учебник / А. А. Данилевич, Л. Л. Зайцева, И. И. Мартинович, О. В. Солтанович; под ред. А.А Данилевич, И. И. Мартинович. — 2-е изд., Перераб. и доп. Минск: Амалфея, 2010. — 464 с.
- Данилевич, А. А. Уголовный процесс: практикум: учёба. пособие / А. А. Данилевич, В. П. Лагойский. — Минск: Амалфея, 2015. — 372 с.
- Данилевич, А. А. Уголовный процесс: учеб.-метод. пособие / А. А. Данилевич, О. В. Петрова, В. И. Самарин. — Минск: БГУ, 2016. — 351 с.

### Учебно-методическая литература
- Прокурорский надзор: типов учёба. программа по учёбе. Дисциплина для спец. 1-24 01 02 «Правоведение», 1-24 01 03 «Экономическая право» Архивная копия от 23 августа 2017 на Wayback Machine / сост. А. А. Данилевич, А. С. Сенько. — Минск: БГУ, 2016. — 22 с.
- Уголовный процесс: типов учёба. программа по учёбе. Дисциплина спец. 1-24 01 01 «Международное право», 1-24 01 02 «Правоведение», 1-24 01 03 «Экономическая право» Архивная копия от 21 августа 2017 на Wayback Machine / сост. А. А. Данилевич, Л. Л. Зайцева, В. И. Самарин. — Минск: БГУ, 2016. — 35 с.

### Статьи в энциклопедиях
- Данилевич, А. А. Генеральный прокурор Республики Беларусь Архивная копия от 10 июня 2020 на Wayback Machine // Белорусская юридическая энциклопедия: в 4 т. — Минск: ГИУСТ БГУ, 2007. -Т. 1. — С.288-289
- Данилевич, А. А. Юридическая помощь Архивная копия от 8 июня 2020 на Wayback Machine // Белорусская юридическая энциклопедия: в 4 т. — Минск: ГИУСТ БГУ, 2007. -Т. 1. — С.288-289
- Данилевич, А. А. Прокурор Архивная копия от 25 июня 2020 на Wayback Machine // Белорусская юридическая энциклопедия: в 4 т. — Минск: ГИУСТ БГУ, 2010. — Т. 3.- С.329
- Данилевич, А. А. Постановление прокурора Архивная копия от 1 апреля 2019 на Wayback Machine // Белорусская юридическая энциклопедия: в 4 т. — Минск: ГИУСТ БГУ, 2010. — Т. 3.- С.125-126
- Данилевич, А. А. Уголовно-процессуальный кодекс (УПК) Архивная копия от 22 июля 2020 на Wayback Machine // Белорусская юридическая энциклопедия: в 4 т. — Минск: ГИУСТ БГУ, 2013. -Т. 4. — С.83
- Данилевич, А. А. Уголовно-процессуальное право Архивная копия от 22 июля 2020 на Wayback Machine // Белорусская юридическая энциклопедия: в 4 т. — Минск: ГИУСТ БГУ, 2013. -Т. 4. — С.83

### Статьи
- Данилевич, А. А. Реализация принципа гласности в уголовно процессе Республики Беларусь Архивная копия от 20 июня 2020 на Wayback Machine / А. А. Данилевич, О. В. Петрова // Право и демократия: Сб. научу. тр. Вып.26 / редкол .: В. Н. Бибило (см. Ред.) [И др.] — Минск: БГУ, 2015. — С.285-294.
- Данилевич, А. А. Психологическая структура судебно прений Архивная копия от 24 апреля 2018 на Wayback Machine / А. А. Данилевич // сохран прошлое, определяя настоящее, предвосхищая будущее: сб. научу. тр .; посвящена 90-летию доктора юридических наук, профессора, заслуженного деятеля науки Республики Беларусь А. В. Дулова / редкол .: Г. А. Шумак (отв. Ред.) [И др.] .- Минск: Бизнесофсет, 2014.- С. 208—210.
- Данилевич, А. А. Оказание международным правовой помощи по уголовно делам (сравнительный анализ УПК Беларуси и России) Архивная копия от 26 июня 2020 на Wayback Machine / А. А. Данилевич, В. И. Самарин // Юридическая наука и образование. — 2008. — № 1. — С. 314—327.
- Данилевич, А. А. Механизм речевого воздействия в судебно прениях по уголовно делу Право и демократия Архивная копия от 20 июня 2020 на Wayback Machine: Межвуз. СБ научу. тр.-Минск: «университетских», 1997.-Вып.8

## Награды и звания
- 2006 г. — Высшей аттестационной комиссией Республики Беларусь присвоено учёное звание «профессор»[2]
- 2006 г. — Нагрудный знак «Отличник образования Республики Беларусь»[2]
- 2000 г. — Заслуженный юрист Республики Беларусь[4]
- 2011 г. — Заслуженный работник БГУ[1]